# Le Seigneur des anneaux Online
Le Seigneur des anneaux Online (The Lord of the Rings Online) est un jeu vidéo de type MMORPG développé par Standing Stone Games et publié par Daybreak Game Company, inspiré de l’univers du Seigneur des anneaux.
Le jeu a pour cadre une partie de la Terre du Milieu. Le joueur peut y croiser des personnages fameux tels que Gandalf, Aragorn, Frodon ou Tom Bombadil.
La version de base du jeu, sortie le 24 avril 2007, se nomme Les Ombres d’Angmar.
Le joueur peut choisir parmi 11 classes de personnages, 7 races différentes, et peut parcourir l'ensemble de la Terre du Milieu telle que décrite dans les livres, et même plus.
La première extension du jeu, intitulée Le Seigneur des Anneaux Online : Les Mines de la Moria, est sortie le 18 novembre 2008. Elle permet aux joueurs d’explorer une partie d’une nouvelle région, le Rhovanion, mais le plus gros contenu de l’extension tourne autour de l’exploration de la célèbre cité de Khazad-dûm et de l’apparition de deux nouvelles classes : le Gardien des runes et la Sentinelle.
La seconde extension, nommée Le Seigneur des Anneaux Online : Le Siège de la Forêt Noire, est sortie le 1er décembre 2009. Elle permet aux joueurs de découvrir le sud de la Forêt Noire et la Tour du Nécromancien Dol Guldur.
La troisième extension, Le Seigneur des Anneaux Online : L'essor d'Isengard, est sortie le 27 septembre 2011. On peut y explorer de nouvelles zones, notamment le Pays de Dun et l'Isengard.
La quatrième extension à être sortie, le 15 octobre 2012, s'intitule Le Seigneur des Anneaux Online : Les Cavaliers du Rohan. Cette extension propose aux joueurs de découvrir un nouveau système de combat, le combat monté sur un cheval de guerre, et de parcourir une nouvelle zone, le Rohan Est.
La cinquième extension, Le Gouffre de Helm, est sortie le 20 novembre 2013 et donne accès à tout l'ouest du Rohan ainsi qu'à un nouveau type d'instances, les Grandes Batailles, qui permettent de revivre les moments fort de la Bataille du Gouffre de Helm.
La sixième extension, Le Mordor, est sortie le 2 août 2017. Elle permet aux joueurs d'explorer la région du Plateau du Gorgoroth, elle rajoute une nouvelle mécanique de jeu qui permet de prêter allégeance auprès plusieurs faction, dont celle des Nain d'Erebor, des elfes de Lothlorien, des Hobbits ou encore auprès d'Aragorn. Elle rajoutait également une nouvelle race, les Haut-elfes.
La septième extension, Minas Morgul, est sortie le 5 novembre 2019. Elle permet d'avoir accès au plus profond de la vallée de Morgul à la recherche de réponses à un mystère qui s'étend sur trois mille ans. Les paroles de l'ombre d'Isildur révèleront des secrets et des visions du Deuxième Âge qui sont restés dans l'oubli jusqu'à ce jour, révélant de nouveaux paysages et de nouvelles aventures à un moment crucial de l'histoire de la Terre du Milieu.
La première mini-extension, La Guerre des Trois Sommets, est sortie le 20 octobre 2020. Elle offre aux joueurs la possibilité d'explorer la région entourant les portes de Gundabad. Les joueurs s'alliant aux nains d'Erebor afin de les aider à reprendre la Mère Montagne. La région du Val d'Aïeul est disponible à l'exploration et dispose d'une deuxième version présentant le siège de la porte de Gundabad. Cette région est aussi l'occasion de découvrir le nouveau système de Missions.
La huitième extension, Gundabad, est sortie le 10 novembre 2021. Elle permet aux joueurs d'explorer la cité naine de Gundabad, berceau de Durin. Cette région historique des nains doit être nettoyée, reprise, afin de redevenir une place forte pour le peuple de Durin. Elle ajoute aussi une nouvelle classe au jeu, le Bagarreur (une classe corps à corps usant de ses poings et de ses pieds pour terrasser ses adversaires).
La deuxième mini-extension, Avant l'Ombre, est sortie en novembre 2022. Il s'agira d'une nouvelle zone d'introduction pour les joueurs permettant de progresser du niveau 1 au niveau 32 et se déroulant autour du Cardolan, suivant l'histoire de Boromir avant son arrivée au Conseil de Fondcombe.
La neuvième extension, Les Corsaires d'Umbar, est sortie le 8 novembre 2023. Elle amène les joueurs au sud de La Terre Du Milieu, a l'extrémité du Gondor, dans les ïles tropicales du Bouclier, puis dans l'immense cité d'Umbar. Et porte le niveau maximum à 150.
La dixième extension, L'Héritage de Morgoth est sortie le 6 novembre 2024, elle emmène les joueurs à l'est d'Umbar, dans 4 zones variées de l'Haradwaith aux alentours de la rivière Ikorbân.
Une onzième extension est annoncée pour fin 2025.

## Présentation
Le jeu se déroule dans la Terre du Milieu et couvre de plus en plus de régions au fil des extensions, l'univers est fidèle à celui créé par J.R.R Tolkien et permet de découvrir par soi-même les magnifiques endroits de la Terre du Milieu.

### Personnage

#### Races et classes
Le joueur peut choisir son personnage parmi huit races des Peuples Libres : les Hommes, les Nains, les Elfes, les Hobbits, les Haut-elfes, les Béornides, les Haches-Robustes et les Hobbits des Rivières. Il doit ensuite choisir une classe pour son personnage parmi les douze disponibles :

##### Gardien
Il possède souvent la meilleure armure et le plus de points de vie. À ce titre, il occupera le rôle de tank : il monopolisera l’attention des ennemis pour éviter qu’ils ne s’en prennent aux classes plus vulnérables.

##### Champion
Son rôle sera principalement de faire des dégâts de zone, d’interrompre les compétences à chargement de l’ennemi et éventuellement de remplacer le gardien. Équipé d'une armure lourde et pouvant utiliser deux armes à une main, il est très efficace dans les combats au corps à corps.

##### Capitaine
Ses compétences lui permettent d’ajouter des buffs (modificateurs) sur ses ennemis (augmentation des dégâts, etc.) et ses alliés (augmentation de leur maximum de vie, etc.). Son rôle en groupe est de maintenir ses buffs en place et d’assister le soigneur ou les classes de DPS (Dégâts par Seconde) en fonction des besoins. Même si ses soins et ses attaques sont peu efficaces en comparaison de ceux des classes spécialisées dans ces domaines, la capacité du capitaine à porter une armure lourde en font une excellente classe de soutien. Il peut invoquer un familier (héraut).

##### Maître du savoir
Grâce à ses sorts, il peut contrôler les ennemis en les étourdissant, les enracinant, etc. Il possède des capacités de guérison et de debuff (suppression des modificateurs négatifs sur ses alliés)et est plus efficace dans le combat à distance, notamment de par son équipement en armure légère. Il peut également être aidé au combat par un compagnon (corbeau, ours, lynx, aigle, tigre à dents de sabre ou rôdemarais). De par ses qualités d'"Ami de la nature", il peut aussi être accompagné d'un familier (non utilisable au combat) tel que chien, chat, moineau, écureuil, lapin, tortue, serpent ou grenouille. Il a la possibilité de ressusciter un compagnon tombé au combat.

##### Chasseur
Disposant du meilleur DPS (Dégâts par Seconde) sur une cible, ainsi que de nombreuses compétences pour immobiliser et faire fuir ses ennemis afin d’en isoler d’autres, le chasseur peut aisément prendre le dessus sur plusieurs adversaires, notamment à haut niveau. Cela en fait donc une classe idéale pour les joueurs qui aiment varier le jeu en équipe et le jeu en solitaire vu que le chasseur est aussi utile et efficace dans les deux. Il n’est pas démuni de compétences au corps à corps, mais est plus efficace à distance. Il dispose également de compétences pour retirer le poison sur lui ou les membres de sa communauté ainsi que de nombreuses compétences de téléportation vers les villes afin de pouvoir se déplacer plus rapidement avec ses alliés. Ses compétences de détection lui permettent de pister des monstres spécifiques.

##### Cambrioleur
Ses capacités de furtivité lui permettent de s’approcher au plus près des ennemis sans se faire voir. Il peut ainsi entamer un combat de façon favorable. De plus, ses artifices (poudre étourdissante, sacs de billes) lui permettent de renverser l’ennemi et ainsi de proposer des compétences tactiques de communauté à ses alliés.

##### Ménestrel
C’est le soigneur attitré du groupe. Il peut aussi ressusciter ses compagnons tombés au combat. Il possède également des sorts permettant de faire disparaître une partie de l’effroi de défaite ou de la peur. En revanche, il est faible en défense par rapport aux autres classes.

##### Sentinelle(uniquement depuis l’extension «Les mines de la Moria»)
C’est un combattant au corps à corps utilisant un nouveau système de combat avec des enchaînements. Les enchaînements sont des compétences qui apparaissent après avoir appliqué dans un certain ordre une suite d’attaques simples de différents types (attaque à la lance, au bouclier ou cris par exemple). Chaque attaque simple apportera un effet particulier à l’enchaînement, comme une régénération de moral dans le temps, l’augmentation temporaire des chances de parades ou des attaques plus puissantes par exemple. Au début de sa progression, la Sentinelle ne dispose que d’enchaînements à deux attaques puis gagne de nouvelles possibilités d’enchaînements au fur et à mesure de sa progression. C’est une classe qui n’a pas de rôle précis en communauté à cause de sa polyvalence.

##### Gardien des Runes(uniquement depuis l’extension «Les mines de la Moria»)
En inscrivant des formules sur des pierres runiques, il peut lancer des attaques magiques ou soigner ses alliés. Au cours d’un combat, il pourra s’orienter vers l’une ou l’autre des aspirations, lançant des sorts ou des soins de plus en plus puissants.

##### Bagarreur(uniquement depuis l'extension "Gundabad")
Une classe au corps à corps, utilisant ses poings et ses pieds plutôt que des armes pour terrasser ses adversaires et se défendre.

##### Béornide (uniquement depuis la mise à jour 15 «L’embrasement de Gondor»)
Sa particularité d'avoir une barre de rage au lieu de la barre de volonté lui permet de se transformer en ours pendent le combat afin de fournir davantage de dégâts. Son rôle est principalement de se combattre au corps à corps pour infliger des dégâts aux adversaires et de produire de la menace. C'est la seule classe qui possède une race dédié à elle-même.

##### Marin (depuis l'extension "Les Corsaires d'Umbar")
Classe de combattants au corps à corps, ils peuvent utiliser des combinaisons de mouvements pour créer de puissants effets en chaîne. En communauté les Marins peuvent utiliser des chants pour donner des bonus à leurs alliés, mais aussi concocter des breuvages étranges pour perturber les ennemis.
Certaines classes sont indisponibles pour certaines races, bien que la plupart de ces restrictions aient été levées avec la mise à jour 33.2 sortie en septembre 2022.

#### Traits
Tout au long du jeu, un personnage peut s’équiper de traits lui conférant divers bonus. Le nombre de traits dont il peut s’équiper dépend de son niveau. Il existe quatre types de traits :
- Les traits de vertus sont communes à toutes les classes et à toutes les races, elles s’obtiennent en venant à bout d’un certain nombre d’ennemis dans une zone, ou en explorant certains lieux.
- Les traits de classe sont des traits propres à chaque classe, qui sont indépendants de la race. Ces traits se débloquent en réalisant des prouesses de classe, comme le fait d’utiliser une attaque un certain nombre de fois. Ces traits peuvent améliorer des compétences ou en débloquer de nouvelles. L’arrivée de l’extension les Mines de la Moria a légèrement revu les traits qui se répartissent désormais dans trois branches différentes par classe, comme des arbres de talents. Équiper 2, 3 ou 4 traits du même arbre apporte des bonus supplémentaires relatifs au type de jeu souhaité. Si 5 traits sont équipés dans le même arbre, ils permettent même de débloquer des traits légendaires.
- Les traits de race sont spécifiques à chaque race, ils s’obtiennent en tuant un nombre d’ennemis d’un certain type, peu importe la région.
- Les traits légendaires s’obtiennent en rassemblant les pages perdues d’un livre et en réalisant certaines quêtes de classes. Ce sont des traits liés à la classe du personnage qui lui donnent accès à des compétences très utiles. Avec l’arrivée de la Moria, chaque classe peut disposer de trois nouveaux traits légendaires à condition d’avoir équipé au moins 5 traits dans le même arbre de traits.

### Communautés, raids, instances et confréries
Si un joueur peut évoluer en solo, le jeu prend tout son intérêt à plusieurs. Pour effectuer des quêtes difficiles, les joueurs peuvent se réunir jusqu’à six en communauté. Il existe plusieurs instances jouables en communautés. D’autres instances sont jouables à plus de six : il s’agit alors de « raids », qui peuvent regrouper deux communautés, voire quatre (24 joueurs). Le travail du chef de raid va être de répartir ses membres et d’affecter un rôle à chacun.
Le Seigneur des Anneaux Online propose aussi un autre mode de jeu similaire aux instances : ce sont les escarmouches. Elles sont apparues avec l'extension Le Siège de la Forêt Noire.
Pour éviter de se retrouver à jouer tout seul, un joueur peut rejoindre une confrérie, un rassemblement de plusieurs joueurs qui s'entraident et progressent dans le jeu ensemble.

### Autres activités
Le Rôle Play (RP) est dominant sur certains serveurs où chacun peut s'adonner à cette activité dont le jeu procure une expérience inédite de par la présence de mode de discussion RP.

#### Artisanat
Le joueur doit choisir une vocation parmi 7 existantes. Chacune permet d’exercer trois ou quatre métiers différents parmi les dix existants : bijoutier, cuisinier, érudit, fabricant d’armes, fermier, ferronnier, forestier, menuisier, prospecteur et tailleur. Ces métiers permettent de transformer des ressources brutes (bois, minerai, etc.) afin de créer des objets utilisables, comme des armes, des armures ou de la nourriture.
Liste des vocations et métiers associés :
- Armurier (Ferronnier, prospecteur, tailleur)
- Explorateur (Tailleur, forestier, prospecteur)
- Fourbisseur (Fabricant d'armes, prospecteur, menuisier)
- Joaillier (Bijoutier, prospecteur, cuisinier)
- Franc-tenancier (Cuisinier, fermier, tailleur)
- Bûcheron (Menuisier, forestier, fermier)
- Historien (Erudit, fabricant d'armes, fermier)

À force de franchir les niveaux d’artisanat (apprenti, compagnon, expert, artisan, maître, suprême, ouestfolde, estemnet, etc), le joueur progresse et est capable d’utiliser de nouveaux types de matières premières afin de réaliser des objets de meilleure qualité.
À partir du niveau Expert, le joueur peut adhérer à une Guilde d'Artisanat afin d'améliorer un de ses métiers. Les Guildes d'Artisanat offrent notamment aux joueurs la possibilité d'obtenir des recettes permettant de reconstituer des armes légendaires.
Depuis l'extension Les Corsaires d'Umbar, il est désormais possible de "personnaliser" sa vocation avec les métiers de son choix, mettant fin au système de vocations obligeant les joueurs à avoir trois métiers présélectionnés.

#### Loisirs et musique
Le jeu ne propose pas que des activités guerrières. Un personnage a par exemple la possibilité de pêcher, et d’utiliser ses prises pour de l’artisanat (cuisine) ou pour en faire des trophées qu’il accrochera aux murs de sa maison. L'observation d'oiseaux disponible depuis l'été 2024 constitue le second loisir disponible. On pourra aussi trouver des quêtes liées à la « Ligue des Tavernes », qui demanderont par exemple au personnage de faire le tour des auberges de la Comté pour y goûter les spécialités de bières en un minimum de temps, ou d’apporter un type de bière spécifique à un personnage précis.
Un personnage peut apprendre à jouer d’un instrument de musique, comme un luth ou une flûte. Chaque instrument est jouable sur trois octaves, directement via certaines touches du clavier ou par l’intermédiaire d’un fichier au format ABC. La musique est diffusée aux joueurs alentour, que ce soit par un seul musicien ou, de manière synchronisée, par un groupe de musiciens.

#### Système de résidences
Le jeu vous permet aussi d'acheter et de décorer votre propre maison au sein de la Terre du Milieu.
Le jeu comporte 4 quartiers classiques, proposant des maisons de divers types que vous pouvez obtenir contre de la monnaie de jeu (gratuitement, donc) :
- Les Résidences du Pays de Bree (hommes)
- Les Résidences de la Comté (hobbits)
- Les Résidences de Falathlorn (elfes)
- Les Résidences de l'Ered Luin (nains)

En 2023, le jeu propose aussi 5 quartiers premium, avec des maisons que vous pouvez obtenir en passant par le magasin en ligne du jeu :
- Les Résidences du Belfalas (hommes du Gondor)
- Les Résidences des Terres du Roi (hommes du Rohan)
- Les Résidences de l'Estfolde (hommes du Rohan)
- Les Résidences d'Erebor (nains)
- Les Résidences de Lyndelby (Hobbits des Rivières)

Posséder votre maison en jeu vous permet d'accéder à du stockage supplémentaire pour vos personnages, et participe aussi au Role-Play de ceux-ci.
Le jeu dispose (en 2022) d'une base de données de plus de 2600 décorations en jeu.

### Monster Play
Il existe également une zone de PvP (joueur contre joueur) appelée Monster play. Les combats se déroulent dans les Landes d’Etten où les héros ainsi que les « monstres » s’affrontent à mort.
Les personnages monstres, qui débutent dès leur arrivée au niveau maximum sont cependant beaucoup plus faibles que les héros du même niveau. La montée de ces personnages se fait en participant à des affrontements PvP afin de gagner des points d’infamie et des points de destinée. Les points de destinée sont partagés entre les héros et les monstres d’un même compte et peuvent permettre l’obtention de « buffs » temporaires très puissants des deux côtés, mais servent surtout de monnaie aux monstres pour progresser. Ils permettent l’achat des compétences qui se débloquent en gagnant des points d’infamie, mais aussi des traits de monstres ainsi que des améliorations des statistiques globales du monstre (force, sagesse, destinée, etc.).
Les points d’infamie quant à eux servent à gagner des rangs et chaque rang donne accès de nouvelles améliorations de personnage monstre (compétences, traits, etc.).

### Serveurs de jeu
Les personnages du Seigneur des Anneaux Online sont attachés aux comptes d’utilisateur et ne peuvent être employés que sur le serveur où ils ont été créés. Néanmoins, Turbine permet parfois la migration de personnages d’un serveur vers un autre, afin de désengorger un serveur proche de la saturation. Il est aussi possible de migrer son personnage d’un serveur à un autre avec le transfert payant de personnage pour le prix de vingt euros. Le nombre de personnages que les utilisateurs peuvent créer par serveur varie selon les options d'abonnement (jusqu'à dix-sept).
Si le jeu est auto-édité en Amérique du Nord par Turbine, Codemasters a assuré l'édition du jeu en Europe jusqu'au 1er juin 2011, date à laquelle Turbine a repris la gestion du jeu. Une relocalisation des serveurs pour les joueurs européens début 2016 a vu par la même occasion la fermeture de certains serveurs ; les joueurs et les guildes ayant été chaleureusement invités à migrer leurs personnages vers le serveur de leur choix.
Des nouveaux serveurs 64bits censés être plus performants, sont disponibles depuis mars 2025, regroupant sur des serveurs européens plus peuplés les communautés de différentes langues dont les serveurs étaient moins fréquentés, dont la France.
Le seul serveur francophone est :
- Sirannon, serveur classique (l'ancien serveur : Estel, serveur à tendance jeu de rôle surtout dédié aux habitués du Role play dans les MMORPG ayant fermé lors de la migration). Ce serveur sera fermé le 1er septembre 2025 en raison de la désertification des joueurs pour les nouveaux serveurs 64bits[14].

## Monétisation - Gratuité - Abonnement

### Free-To-Play
Depuis l'extension des Mines de la Moria, le jeu est disponible en Free-To-Play. Vous pouvez donc télécharger celui-ci et y jouer gratuitement.
En 2022, sont disponibles gratuitement :
- Les races suivantes : Hobbits, Hommes, Nains, Elfes, Haut-Elfes, Beornides.
- La plupart des classes sont disponibles également à l'exception des plus récentes.
- Toutes les quêtes, instances, extensions et régions jusqu'à l'extension du Gouffre de Helm (comprise) sont désormais disponibles gratuitement pour tous les joueurs, ce qui vous permettra de jouer sans payer jusqu'au niveau 95.

### VIP
Le jeu propose aussi un système payant avec abonnement (mensuel, trimestriel, ou annuel).
Les abonnés VIP profitent de plusieurs avantages en jeu (liste non exhaustive), :
- Accès à toutes les races jouables du jeu.
- Les classes sont toutes disponibles gratuitement à l'exception de la dernière en date, le Bagarreur.
- Toutes les quêtes, instances, extensions et régions sont débloqués à l'exception de la dernière extension en date (en Septemble 2022, seule Gundabad n'est pas débloquée pour les VIPs)
- Les packs de quêtes et régions sortant entre deux extensions sont débloquées automatiquement pour les joueurs VIPs.
- 500 Points SdAO (monnaie du magasin en jeu) sont crédités chaque mois sur le compte des joueurs VIPs.
- D'autres avantages exclusifs en jeu sont aussi compris dans l'abonnement (voyages rapides, cadeaux hebdomadaires...)

### Magasin en ligne
Le jeu dispose d'un magasin en ligne vous permettant d'acheter divers objets et avantages contre des Points SdAO.
On y trouve : 
- du contenu (pack de quêtes, extensions...)
- des avantages de compte (stockage supplémentaire, cartes de téléportation...)
- des avantages de personnages (potions, améliorations d'armes...)
- des cosmétiques exclusives ou non (armures, décorations de maisons, armes, animaux cosmétiques...)
- des montures exclusives ou non (chevaux, chèvres...)

Il est possible d'obtenir des Points SdAO simplement en jouant, et en accomplissant des prouesses. Ces points vous permettrons par la suite de déverrouiller le dernier contenu en date, quelques mois après sa sortie.

## Extensions

### Les Mines de la Moria
Cette extension apporte son lot de nouveautés, parmi lesquelles :
- La possibilité d’explorer la cité naine de Khazad-dûm et la forêt de la Lothlórien ;
- La limite du niveau des personnages passe de 50 à 60 ;
- Incarner deux nouvelles classes : le Gardien des runes et la Sentinelle ;
- La possibilité de rencontrer des personnages célèbres issus de l’univers du Seigneur des Anneaux, tels que Galadriel, Celeborn ou encore Haldir ;
- L’introduction de nouvelles quêtes et de nouveaux objets, dont les armes « légendaires », qui évoluent avec le personnage.

### Le Siège de la Forêt Noire
La deuxième extension propose aussi des nouveautés. À travers une nouvelle zone de jeu, le sud de la Forêt Noire, aussi appelée forêt de Mirkwood le joueur peut faire évoluer son personnage des niveaux 60 à 65. Si l’action du livre Le Seigneur des anneaux ne se déroule pas dans cette forêt, elle est le théâtre d’une partie du livre Bilbo le Hobbit. Au fur et à mesure des quêtes, le joueur se rapproche de la tour du Nécromancien, Dol Guldur.
Avec cette extension arrive un nouveau système de jeu, les escarmouches. Elles consistent en des instances jouables entre un et douze joueurs. L’objectif d’une escarmouche peut être de plusieurs types : conquête d’une ville occupée par l’ennemi, défense d’une zone ou survie. Chaque joueur est accompagné lors de ces instances d’un PNJ qui évolue au fil des escarmouches. Le joueur définit le type d’aide fournie par son équipier (soins, dégâts, etc.), ses compétences et son aspect. La réussite d’une instance fournit au joueur un certain nombre de « marques d’escarmouches », grâce auxquelles il fera évoluer son équipier, ou obtiendra des objets pour lui-même. Comme les escarmouches sont entièrement paramétrables (niveau des ennemis, niveau de difficulté, etc.) et jouables à tout instant, il est facile pour tout joueur de trouver un ennemi à sa hauteur.

### L'Essor d'Isengard
Aussi nommée "l'Ascension d'Isengard" et annoncée par Turbine lors de l'édition 2010 du salon international du jeu vidéo de Los Angeles (l'E3), cette extension, mise en place le 27 septembre 2011, fait apparaître l'Isengard, demeure de Saroumane.
Les points marquants de cette extension sont :
- la possibilité d'explorer trois nouvelles régions : le Pays de Dun, la Trouée du Rohan et l'Isengard
- le niveau maximal des personnages passe de 65 à 75
- un nouveau raid de 12 joueurs, divisé en 5 parties est mis en place (Avec à la fin un affrontement contre Saroumane).

### Les Cavaliers du Rohan
L'extension Les Cavaliers du Rohan annoncée pour octobre 2012 est sortie le 15 octobre 2012.
Cette extension apporte plusieurs nouveautés, notamment :
- la possibilité d'explorer une nouvelle région de taille importante : le Rohan Est.
- le niveau maximal des personnages passe de 75 à 85
- un nouveau système de combat est mis en place, le combat monté, qui s'effectue à dos de cheval de guerre

À propos du combat monté, chaque joueur obtient un cheval de guerre. Le cheval de guerre gagne de l'expérience, qui lui permet de gagner en niveaux et d'obtenir des points à dépenser sur des arbres de traits. Il existe trois séries d'arbres de traits, en fonction du choix du joueur qui pourra opter pour différents styles de combat (rapidité, dégâts, résistance...). Les compétences utilisées par les joueurs à dos de cheval sont de nouvelles compétences spéciales utilisables uniquement en combat monté, qui dépendent de la classe. Les joueurs peuvent également personnaliser l'apparence de leur cheval. Le combat monté n'est utilisable que dans la région du Rohan, néanmoins les chevaux de guerre (qui sont plus rapides que les montures classiques) peuvent être invoqués pour se déplacer dans toutes les zones du jeu. Le combat monté est un système de combat très dynamique, avec beaucoup de mouvements. De nombreux ennemis étant montés dans le Rohan (à dos de warg notamment), ce système offre des combats d'un nouveau genre. Le combat à pied n'est pas pour autant oublié, de nouvelles compétences étant également mises en place pour chaque classe. En fonction des lieux, il sera plus judicieux d'utiliser son cheval de guerre ou bien de rester à pied.

### Le Gouffre de Helm
L’extension du Gouffre de Helm est sortie le 18 novembre 2013.
Cette extension a également son lot de nouveautés, notamment :
- L'augmentation du niveau maximum de 85 à 95;
- La possibilité d'explorer l'ouest du Rohan et le Gouffre de Helm, lieu emblématique de l'univers;
- L'introduction des grandes batailles, affrontements épiques de une à douze personnes contre des armées d'orques. Ce nouveau système offre la possibilité de prendre le rôle d'ingénieur, d'officier ou de première ligne.
- L'apparition des arbres de traits, nouvelle manière de gérer la progression de son personnage au moyen de trois spécialisations possibles.
- Depuis la mise à jour 15, permet de jouer la race/classe Béornide.

Le patch suivant cette mise à jour a apporté deux nouvelles régions, l'Isengard inondé et le bois des Ents dans la forêt de Fangorn. Cela marque la fin du volume III de l'histoire épique se déroulant au Rohan, laissant place au Gondor pour le volume IV.

### Le Mordor
L'extension du Mordor est sortie le 2 août 2017.
Cette extension apporte plusieurs nouvelles fonctionnalités dont :
- L'augmentation du niveau maximum de 95 à 120.
- La possibilité d’explorer une partie de la région du Mordor, la Montagne Solitaire et les Collines de Fer ou l'ont peut noter la célèbre cité d'Erebor.
- L’apparition du système d'allégeance.

### Minas Morgul
L'extension de Minas Morgul est sortie le 5 novembre 2019.
Cette extension apporte plusieurs nouvelles fonctionnalités dont :
- Une nouvelle race, Les Nains Haches robustes : Rencontrez la civilisation perdue des Nains Haches robustes et vivez l'histoire de leur retour.
- Deux nouvelles régions : Explorez la "vallée de Morgul" et le "siège du Mordor".
- Affrontez Arachne : Explorez 7 nouvelles instances pour 3 et 6 personnes et un nouveau raid pour 12 personnes contre l'une des habitantes les plus connues de la vallée de Morgul.
- Augmentation du niveau maximum : Atteignez le niveau 130 de personnage avec le lancement de l'extension !
- Nouveaux avantages aux guildes d'artisans : Obtenez des objets rares garantis, accélérez la vitesse d'artisanat et bien plus !
- Le livre noir du Mordor : Venez à bout de ce qu'il reste des forces du mal et arrêtez les habitants du Mordor qui conspirent pour prendre le pouvoir après la défaite de Sauron.

### La Guerre des Trois Sommets (mini-extension)
L'extension de la Guerre des Trois Sommets est sortie le 20 octobre 2020.
Cette extension apporte plusieurs nouvelles fonctionnalités dont :
- Deux nouvelles régions : Explorez le "Val d'Aïeul" et sa version "Guerre des Trois Sommets"
- Sécurisez la porte de Gundabad : Délivrez l'entrée de Gundabad en parcourant l'instance à 6 joueurs ainsi qu'un raid 12 personnes.
- Nouveaux système : les "Missions" sont des instances 1 ou 2 joueurs répétables qui vous permettrons d'aider les nains du Val d'Aïeul à sécuriser leurs positions ainsi que de récupérer de l'équipement et des cosmétiques.
- Une nouvelle monture : le sanglier. Idéale pour les nains, robuste, cette nouvelle monture sera votre parfaite alliée dans cette région montagneuse.
- Continuez le nouveau livre épique "L'héritage de Durin et les épreuves des Nains" dans cette région et suivez l'histoire des nains qui tentent de reprendre la Mère Montagne, Gundabad.

### Gundabad
L'extension de Gundabad est sortie le 10 novembre 2021
Cette extension apporte plusieurs nouvelle fonctionnalités dont :
- Sept nouvelles régions situées à l'intérieur et à l'extérieur de Gundabad.
- Augmentation du niveau maximum de 130 à 140.
- Nouvelle classe : le "Bagarreur". Combattez vos ennemis avec vos poings et vos pieds.
- Nouvelles instances : aidez les nains à reprendre la Mère Montagne en participant aux 2 instances 3 joueurs ainsi qu'à l'instance 6 joueurs.
- Nouveau raid : finalisez la sécurisation de Gundabad en réussissant le raid 12 joueurs et affrontez le dragon Hrimil Cœur-Gelé.
- Nouvelles armes légendaires : forgez votre arme et votre objet légendaire et emmenez les au niveau maximum depuis le niveau 50 sans en changer.
- La conclusion du livre épique "L'héritage de Durin et les épreuves des Nains" : l’armée du chef de guerre Orque Gorgar l’Impitoyable se rassemble sous la bannière du véritable Seigneur de Gundabad - le terrible dragon Hrimil Cœur-gelé - qui ne s’arrêtera pas avant d’avoir anéanti le Prince Durïn et ses partisans.

### Avant L'Ombre (mini-extension)
L'extension Avant L'Ombre est sortie le 15 novembre 2022.
Cette mini-extension apporte quelques nouveautés dont :
- Deux nouvelles régions pour les niveaux 1 à 32, le Cardolan et les Noues Des Cygnes.
- Une nouvelle zone d'introduction des personnages, permettant une nouvelle expérience bas-niveau.
- Une nouvelle instance à 6 joueurs.
- Une nouvelle escarmouche.
- Nouveau système de prospection permettant aux joueurs haut niveau de faire des missions bas niveau à leur difficulté.
- Nouvelles quêtes quotidiennes et hebdomadaires.
- Quête épique en trois livres servant de prologue à bas niveau.

### Les Corsaires d'Umbar
L'extension Les Corsaires d'Umbar est sortie le 8 novembre 2023.
Cette extension amène les joueurs au sud de la Terre du Milieu, les principales nouveautés sont :
- Quatre nouvelles zones : Le Gondor Royal de l'Ouest, Le Gondor Extérieur, Les îles du Bouclier, Umbar et son immense cité.
- La limite de niveau passe de 140 à 150.
- Une nouvelle classe, le Marin.
- 350 nouvelles quêtes et 85 nouvelles prouesses.
- La fin du système de vocation dans l'artisanat.
- Nouvelle suite de quêtes épiques : Le chant des vagues et du vent.
- Des nouvelles instances et un nouveau raid.

### L'Héritage de Morgoth
L'extension l'Héritage de Morgoth est sortie le 6 novembre 2024.
Cette extension amène les joueurs à l'est de la précédente extension, les principales nouveautés sont :
- Quatre nouvelles zones : Ambarûl, Khûd Zagin, Imhûlar et Urash Dâr.
- 350 nouvelles quêtes.
- La suite des quêtes épiques "Le chat des vagues et du vent".
- Beaucoup de nouvelles prouesses et de cosmétiques.
- Des nouvelles instances et un nouveau raid.